# 天然橋村 (紐約州)
天然橋村（英語：Natural Bridge）是位於美國紐約州傑佛遜縣的普查規定居民點。

## 人口
根據2020年美國人口普查的數據，天然橋村的面積為3.31平方千米，皆為陸地。當地共有人口296人，而人口密度為每平方千米89.43人。